# تاجان (بشت أربابا)
تاجان (بالفارسية: تاژان) هي قرية تقع في إيران في قسم بشت أربابا الريفي. يقدر عدد سكانها بـ 225 نسمة بحسب إحصاء 2016.